# Kari Ann Peniche

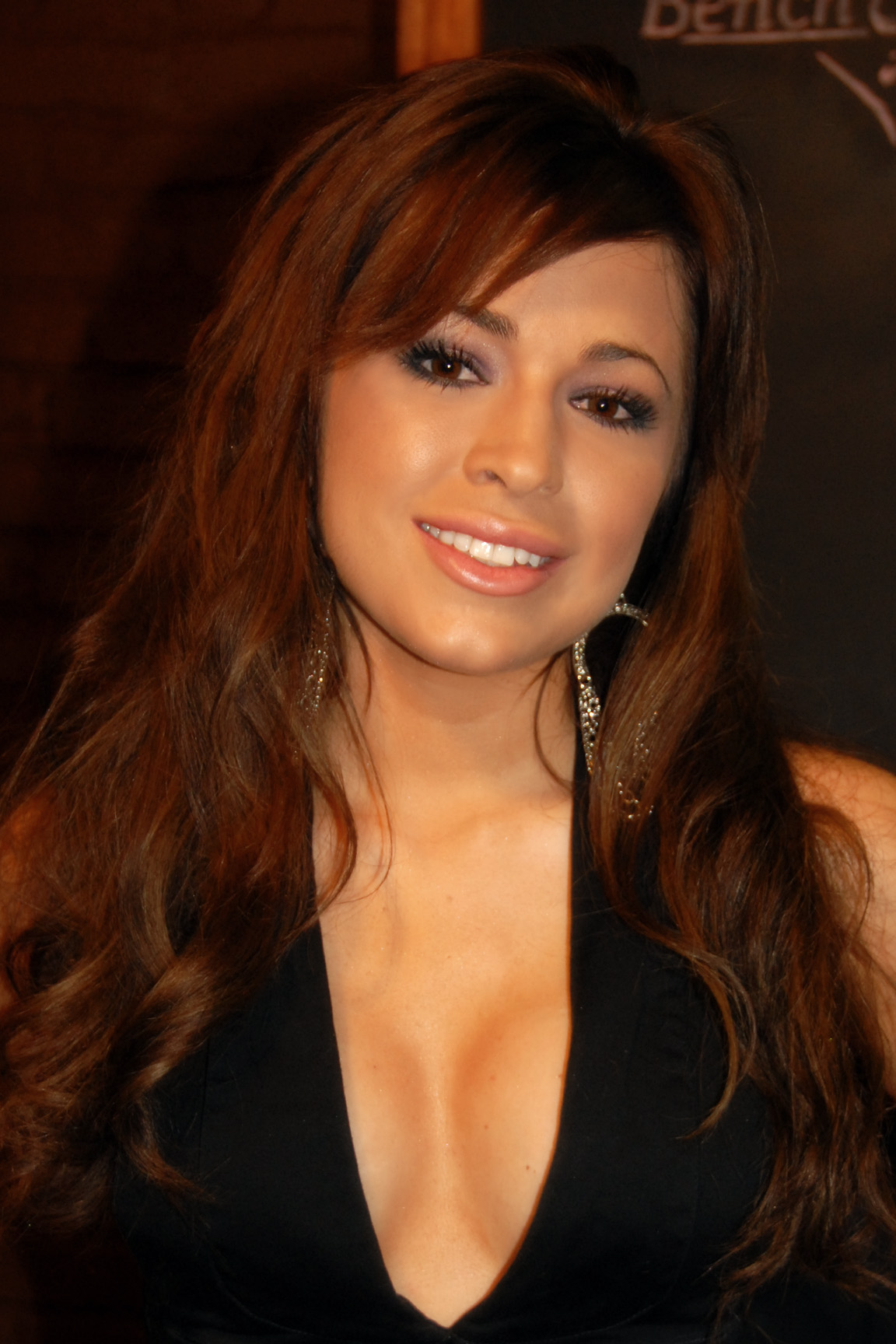
Kari Ann Peniche, 2009

Kari Ann Peniche Williams (* 20. März 1984 in San Diego) ist eine amerikanische Schauspielerin und Entertainerin aus Fairview (Oregon).

## Karriere
Sie trug die Titel Miss Oregon Teen USA und Miss United States Teen. Letzterer wurde ihr aberkannt, nachdem sie in der Novemberausgabe 2004 des Playboy nackt erschienen war. Sie war Gegenstand mehrerer Promi-Klatschgeschichten, darunter eine kurze Verlobung mit dem Sänger Aaron Carter, ein Streit mit der Sängerin Mindy McCready und die Veröffentlichung eines umstrittenen Heimvideos mit den Schauspielern Eric Dane und Rebecca Gayheart. Dem Fernsehpublikum ist sie auch durch ihre Auftritte in der ersten Staffel von Sex Rehab with Dr. Drew, in der dritten Staffel von Celebrity Rehab und durch einen kurzen Auftritt in der zweiten Staffel von Sober House bekannt.

## Filmografie
Filme
- 2004: Species III
- 2006: Grilled

Serien
- 2005: Minding the Store
- 2005: Mind of Mencia

Sendung
- 2004: Howard Stern
- 2008: Beauty Queens Gone Wrong: 15 Shocking Pageant Scandals
- 2009: Sex Rehab with Dr. Drew
- 2010: Celebrity Rehab with Dr. Drew
- 2010: Sober House